# Alexis Obolensky
Ne doit pas être confondu avec Alexandre Obolenski
Pour les articles homonymes, voir Obolensky.
Alexis Obolensky, en russe : Алексе́й Оболе́нский, né en 1945 dans le quartier de La Favière, sur la commune de Bormes-les-Mimosas (département du Var), est un professeur des universités, traducteur, artiste peintre et sculpteur français d’origine russe. Son œuvre picturale et sculptée orne un grand nombre d’églises et de chapelles dans les Alpes-Maritimes et le Var et renouvelle les formes de l’art sacré : « Obolensky mélange peinture sur bois, dessins, céramique et terre cuite dans des œuvres profanes et sacrées, aussi figuratives que symboliques. » Il est également l’auteur d’un ouvrage consacré à l’art religieux orthodoxe russe. En tant que marguillier et président de l’Association cultuelle orthodoxe russe (ACOR), gérant la cathédrale orthodoxe russe saint-Nicolas de Nice, il a participé, jusqu’en 2010, à la défense judiciaire de cet édifice, désormais propriété de la Russie.

## Biographie
Alexis Obolensky, héritier d’une des plus anciennes branches de la noblesse russe, appartient à la famille princière des Obolensky, dont la plupart des membres ont émigré en Europe ou aux États-Unis à la suite de la révolution communiste de 1917. Originaire de Crimée, la famille Obolensky s’installe dans le hameau de La Favière, face à la mer, où vit aussi une petite communauté d’exilés russes. Alexis Obolensky a ainsi l’occasion de connaître des personnalités qui vont marquer sa sensibilité d’artiste, parmi lesquelles l’illustrateur Fiodor Rojankovski. Il fait la connaissance du peintre Alexandre Troin, formé par Michel Larionov et Nathalie Gontcharova, puis en 1977, de Marc Chagall dont il traduit les Mémoires.
Après des études de lettres à la Faculté d’Aix-en-Provence et son diplôme d’agrégé de l’Université, Alexis Obolensky poursuit sa formation à Moscou, puis entame une carrière de professeur de langue, littérature et civilisation russes, en particulier à l’Université de Nice. Il devient membre du quatuor vocal au sein de la paroisse orthodoxe russe de Nice, dont la tradition du chant liturgique devient pour lui une source d’inspiration à la fois spirituelle et artistique : « C’est par le chant que je suis arrivé à la pratique religieuse et à l’art sacré », dit-il. À partir de 2006, dans la bataille judiciaire qui oppose l’Association cultuelle orthodoxe russe (ACOR) à la Russie, il participe activement, en tant que président de cette association, d’abord à la défense de la cathédrale saint-Nicolas, puis à celle de l’église Saint-Nicolas-et-Sainte-Alexandra de Nice et du cimetière russe de Caucade,,,. En octobre 2010, à l’occasion du jubilé des 150 ans de la fondation de la communauté paroissiale orthodoxe russe saint-Nicolas, il participe au colloque intitulé « Émigration russe et culture spirituelle en Occident » et prononce une conférence sur « La communauté orthodoxe russe de Nice, cent cinquante ans de présence. » En mai 2025, il co-signe, avec le conseil de l’ACOR, une lettre ouverte au président de la république, Emmanuel Macron, lui demandant de suspendre toute mesure d’exécution physique ou matérielle concernant l’inventaire des biens religieux de l’église Saint-Nicolas-et-Sainte-Alexandra de Nice, dans l'attente de la décision de la Cour de Cassation saisie par l’ACOR.
Alexis Obolensky vit et travaille à Nice.

## Production artistique

### Céramiques murales et terre cuite

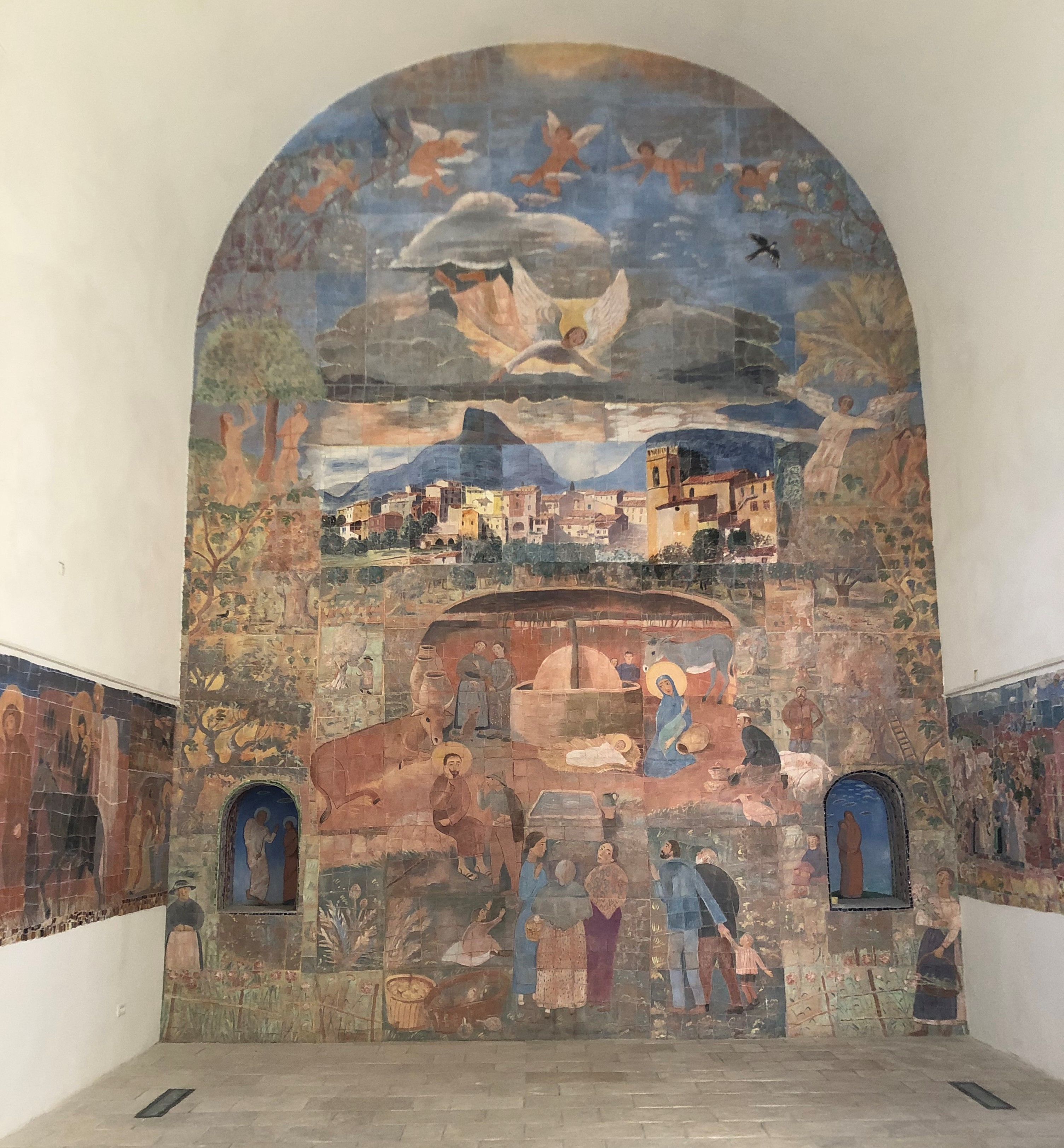
Décor de l’abside représentant la Nativité et au sommet, le Paradis. Chapelle Saint-Ange à La Gaude.

Alexis Obolensky compte à son actif le décor d’un grand nombre de chapelles et d’églises, dont le thème est toujours choisi par l’artiste en étroites relations avec l’histoire et les traditions du lieu, dans une harmonie subtile entre les hommes et la nature. Les fresques murales sont réalisées en céramiques, vernissées ou mates, à partir de la terre de Vallauris, travaillée par plaques d’environ 50 cm² ; elles sont peintes, découpées puis cuites au four.
- Dans les Alpes Maritimes, à La Gaude, c’est en juillet 2003 qu’est inaugurée la rénovation artistique de la chapelle Saint-Ange[11] dont Obolensky a réalisé les fresques intérieures sur le cycle de la Nativité[12] ; la naissance de l’enfant Jésus est située fictivement dans ce village provençal, à proximité d’un moulin à huile et parmi les cultures traditionnelles d’œillets, d’orangers et d’oliviers, tandis que se déploie au-dessus du nouveau-né le paysage même de La Gaude[10]. Sont également représentés l’arrivée des Rois mages, le Baptême du Christ, la Résurrection, les quatre évangélistes et deux anges[13].

Au Cros-de-Cagnes, vieux village de pêcheurs, l’abside de la chapelle Saint-Pierre a été ornée sur le thème du Christ et de saint Pierre, en particulier avec l’épisode de la pêche miraculeuse. 

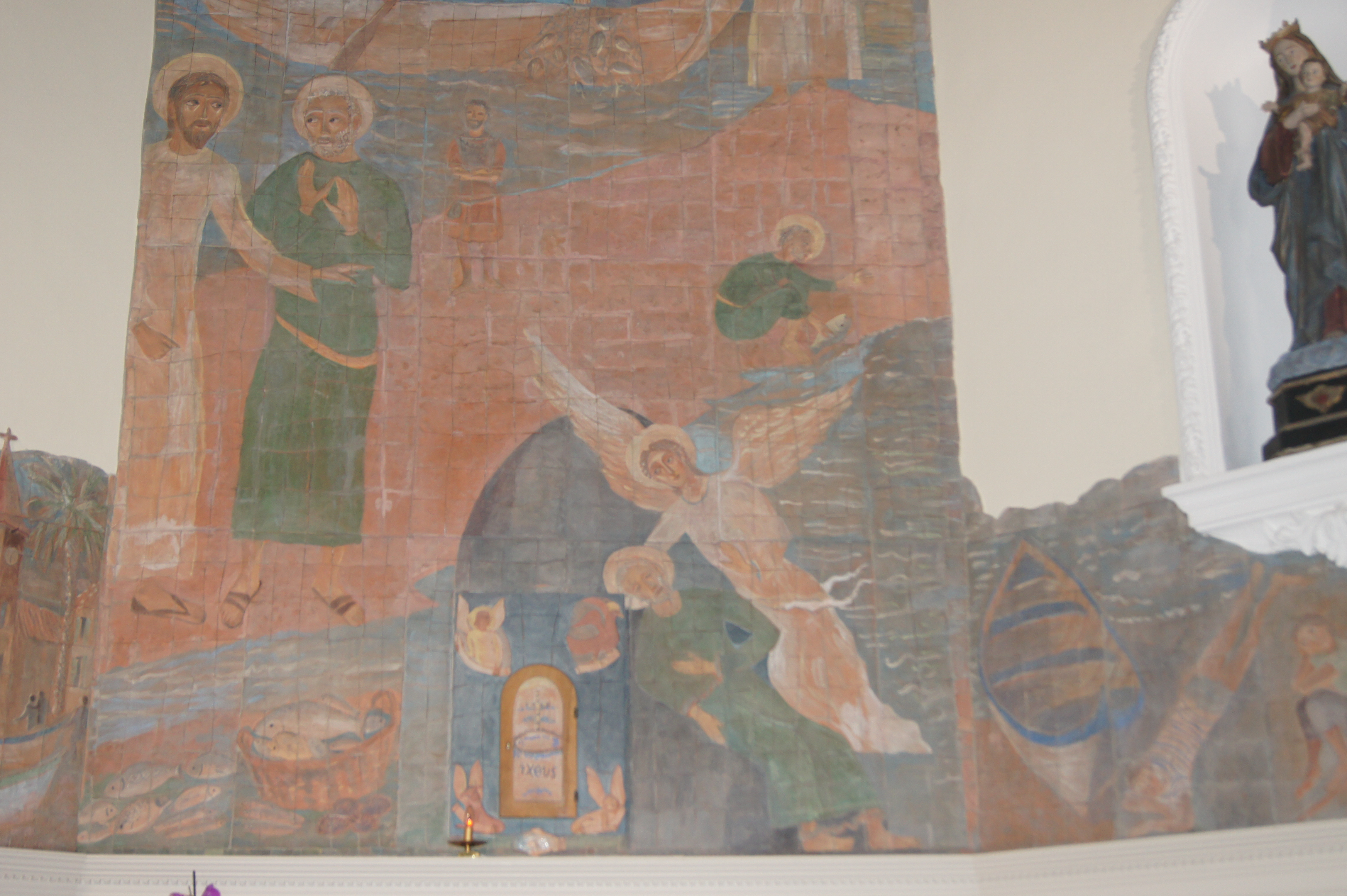
Chapelle Saint-Pierre du Cros-de-Cagnes. Détail du décor de l’abside : à gauche, le Christ et saint Pierre devant la pêche miraculeuse. Au-dessous et à droite, le songe de Saint-Pierre.

 À Nice, l’église saint-Marc a été décorée d’un chemin de croix, tandis que celle dédiée à saint-Christophe, à Villeneuve-Loubet présente un cycle pascal. Alexis Obolensky a également réalisé un Baptême du Christ pour l’église Sainte-Marie-Madeleine de Coursegoules, et décoré les églises Saint-Jacques le Majeur à La Colle-sur-Loup, et Notre-Dame-de-Bon-Voyage à Cannes. 
- Dans le Var, à Saint-Raphaël, l’église orthodoxe russe saint-Raphaël l’Archange[16] a été décorée sur le thème des grandes fêtes de la Nativité, de Pâques, de la Transfiguration et de la Dormition[17]. Alexis Obolensky a également réalisé le fronton en céramique posé en arc au-dessus de l’entrée de la chapelle commémorative[note 1],[18].

### Dessins, peintures, aquarelles et gouaches
Dans les Pyrénées orientales, à Perpignan, Alexis Obolensky a participé à la décoration de la paroisse saint-Esprit, entre 2000 et 2007, avec une peinture sur toile représentant la Procession des saints vers le Christ en croix.

### Sculptures et bois flotté peint
En 2010, l’Agence Nationale pour les Arts sacrés à Évry a accueilli une exposition d’Alexis Obolensky, intitulée « La bonne nouvelle », comprenant principalement des bois flottés peints et ornés de terre cuite, illustrant les thèmes de l’Annonciation, de la Nativité, de la Vierge à l'Enfant et de la Déisis.

## Œuvres textuelles
- L’icône et l’art religieux orthodoxe russe : Millénaire du baptême de la Russie, Cahiers Art et Culture des Alpes maritimes, 1988, 56 p.
- Église saint-Christophe, Villeneuve-Loubet : Céramiques murales d’Alexis Obolensky (préf. Guy Largillières), 2006, 8 p.
- Alexis Obolensky et Michel Guillemain, Alexandre Troin, peintre-vigneron (1893-1978), Le Lavandou, Réseau Lalan, 2006, 79 p. (ISBN 2-9518939-7-3)
- Alexis Obolensky, Luc Svetchine et Pierre-Antoine Gatier (ill. Hervé Hôte), Les églises russes de Nice, Arles, Honoré Clair, 2009, 160 p. (ISBN 978-2-9183-7105-2)
- Alexis Obolensky, Germaine Leclerc, Christian Loubet, Luc Thévenon et al., Cinquième centenaire des chefs-d’œuvre de Louis Bréa, entre Gothique et Renaissance : Actes des conférences du mois de l’art sacré 2012-2013, 2013, 151 p.

## Expositions
Plusieurs expositions des œuvres d’Alexis Obolensky ont été réalisées, en France et à l’étranger. Parmi les plus importantes, on peut citer en 1995 une exposition personnelle organisée par le musée d’État russe de Saint-Pétersbourg au palais Mikhaïlovski : « Ses œuvres sont des sortes de nouvelles dont l’action se déroule abruptement, mais a des prolongements cachés », écrit Evgénia Pétrova, directrice-adjointe du musée ; en 1997 et 1998 deux expositions ont eu lieu en Suisse, à Montreux et à Fribourg ; à Nice, en 2000, une exposition de groupe, intitulée Les Magiciens de la mer, a été organisée au musée Anatole Jakovsky, et une autre, sous le titre « Passion… Résurrection » a eu lieu en 2019 ; du 27 août au 16 octobre 2011, une exposition s’est tenue au musée Arts et Histoire de Bormes-les-Mimosas. À Paris, en 2019, la I-Gallery.Intelligence a exposé les sculptures d’Alexis Obolensky et les peintures de Vladimir Kara.